# Lijst van nieuw beschreven zoogdieren (2004)
Dit is een lijst van nieuw beschreven zoogdieren uit 2004. De term "zoogdieren" omvat hier ook de overige "Mammaliaformes" (Docodonta, Haramiyida, Morganucodonta en enkele andere geslachten).

## Fossiele taxa
| Naam            | Auteur                               | Referentie | Commentaar |
| --------------- | ------------------------------------ | --- | ---------- |
| Chilgatheriinae | Sanders, Kappelman & Rasmussen, 2004 | Sanders, W.J., Kappelman, J. & Rasmussen, D.T. 2004. New large-bodied mammals from the Late Oligocene of Chilga, Ethiopia. Acta Palaeontologica Polonica 49(3):365-392. |            |
| Sarcodontinae   | Lopatin & Kondrashov, 2004           | Lopatin, A.V. & Kondrashov, P.E. 2004. Sarcodontinae, a new subfamily of micropternodontid insectivores from the early Paleocene-middle Eocene of Asia. in Paleogene Mammals, S. G. Lucas, K. E. Zeigler, and P.E. Kondrashov (eds.), New Mexico Museum of Natural History and Science Bulletin (26)177-184. |            |

## Fossiele geslachten
| Naam            | Auteur                                                                  | Referentie | Commentaar |
| --------------- | ----------------------------------------------------------------------- | --- | ---------- |
| Adelodelphys    | Cifelli, 2004                                                           | Cifelli, R.L. 2004. Chapter 5. Marsupial mammals from the Albian-Cenomanian (Early-Late Cretaceous) boundary, Utah. Pp. 62-79 in Gould, G.C. & Bell, S.K. (eds.). 2004. Tributes to Malcolm C. McKenna: his students, his legacy. Bulletin of the American Museum of Natural History 285:1-245, 30 June 2004. |            |
| Arcticanodon    | Rose, Eberle & McKenna, 2004                                            | Rose, K.D., Eberle, J.J. & McKenna, M.C. 2004. Arcticanodon dawsonae, a primitive new palaeanodont from the lower Eocene of Ellesmere Island, Canadian High Arctic. Canadian Journal of Earth Sciences 41: 757-763.                                                                                           |            |
| Auraria         | Middleton & Dewar, 2004                                                 | Middleton, M.D. & Dewar, E.W. 2004. New mammals from the early Paleocene Littleton fauna (Denver Formation, Colorado). in Paleogene Mammals, S. G. Lucas, K. E. Zeigler, and P.E. Kondrashov (eds.), New Mexico Museum of Natural History and Science Bulletin (26) 59-80.                                    |            |
| Auroralestes    | Holroyd, Bown & Schankler, 2004                                         | Holroyd, P.A., Bown, T.M. & Schankler, D.M. 2004. Auroralestes, gen. nov., a replacement name for Eolestes Bown and Schankler, 1982, a preoccupied name. Journal of Vertebrate Paleontology 24 (4): 979. |            |
| Chilgatherium   | Sanders, Kappelman & Rasmussen, 2004                                    | Sanders, W.J., Kappelman, J. & Rasmussen, D.T. 2004. New large-bodied mammals from the Late Oligocene of Chilga, Ethiopia. Acta Palaeontologica Polonica 49(3):365-392. |            |
| Dralestes       | Tabuce, Mahboudi, Tafforeau & Sudre, 2004                               | Tabuce, R., Mahboubi, M., Tafforeau, P. & Sudre, J. 2004. Discovery of a highly-specialized plesiadapiform primate in the early-middle Eocene of northwestern Africa. Journal of Human Evolution 47 (5): 305-321.                                                                                             |            |
| Eobalaenoptera  | Dooley, Fraser & Luo, 2004                                              | Dooley, A.C, Fraser, N.C. & Luo, Z. 2004. The earliest known member of the rorqual-gray whale clade (Mammalia, Cetacea). Journal of Vertebrate Paleontology 24 (2): 453-463. |            |
| Graamocetus     | Hoch, 2004                                                              | Hoch, E. 2004. Cuvierian analysis, and determination of a delphinoid cetacean from the Late Miocene North Sea. Revue de Paleobiology 9 (special): 1-15. |            |
| Khoratpithecus  | Chaimanee, Jaeger, Jintasakul, Marandat, Suteethorn & Vidthayanon, 2004 | Chaimanee, Y., Suteethorn, V., Jintasakul, P., Vidthayanon, C., Marandat, B. & Jaeger, J.-J. 2004. A new orang-utan relative from the Late Miocene of Thailand. Nature 427: 439-441. |            |
| Lainoryctes     | Fox, 2004                                                               | Fox, R.C. 2004. A new palaeoryctid (Insectivora: Mammalia) from the Late Paleocene of Alberta, Canada. Journal of Paleontology 78 (3): 612-616. |            |
| Lantiantragus   | Chen & Zhang, 2004                                                      | Chen,G.-F. & Zhang,Z.-Q. 2004. Lantiantragus gen. nov. (Urmiatheriinae, Bovidae, Artiodactyla) from the Bahe Formation, Lantian, China. Vertebrata PalAsiatica 42 (3): 205-215. |            |
| Lusorex         | Storch & Qiu, 2004                                                      | Storch, G. & Qiu, Z. 2004. First complete heterosoricine shrew: a new genus and species from the Miocene of China. Acta Palaeontologica Polonica 49(3):357-363. |            |
| Metasarcodon    | Lopatin & Kondrashov, 2004                                              | Lopatin, A.V. & Kondrashov, P.E. 2004. Sarcodontinae, a new subfamily of micropternodontid insectivores from the early Paleocene-middle Eocene of Asia. in Paleogene Mammals, S. G. Lucas, K. E. Zeigler, and P.E. Kondrashov (eds.), New Mexico Museum of Natural History and Science Bulletin (26)177-184.  |            |
| Miotheriomys    | Korth, 2004                                                             | Korth, W.W. 2004. Beavers (Rodentia, Castoridae) from the Runningwater Formation (Early Miocene, Early Hemingfordian) of western Nebraska. Annals of Carnegie Museum 73(2):61-71. |            |
| Mycteriacetus   | Lambert, 2004                                                           | Lambert, O. 2004. Systematic revision of the Miocene long-snouted dolphin Eurhinodelphis longirostris Du Bus, 1872. Bulletin de l'Institut royal des Sciences naturelles de Belgique, Sciences de la Terre 74: 147-174.                                                                                       |            |
| Olbitherium     | Tong, Wang & Meng, 2004                                                 | Tong, Y.-S., Wang, J.-W. & Meng, J. 2004. Olbitherium millenariusum, a new perissodactyl-like archaic ungulate (Mammalia) from the Early Eocene Wutu Formation, Shandong. Vertebrata PalAsiatica 42 (1): 27-38.                                                                                               |            |
| Oligosciurus    | Wang & Qiu, 2004                                                        | Wang, B.-Y. & Qiu, Z.-X. 2004. Discovery of early Oligocene mammalian fossils from Danghe area, Gansu, China. Vertebrata PalAsiatica 42 (2): 130-143. |            |
| Phenacopithecus | Beard & Wang, 2004                                                      | Beard, K.C. & Wang, J. 2004. The eosimiid primates (Anthropoidea) of the Heti Formation, Yuanqu Basin, Shanxi and Henan Provinces, People's Republic of China. Journal of Human Evolution 46 (4): 401-432. |            |
| Pierolapithecus | Moyà-Solà, Köhler, Alba, Casanovas-Vilar & Galindo, 2004                | Moyà-Solà, S., Köhler, M., Alba, D.M., Casanovas-Vilar, I. & Galindo, J. 2004. Pierolapithecus catalaunicus, a New Middle Miocene Great Ape from Spain. Science 306 (5700): 1339-1344. |            |
| Pristinailurus  | Wallace & Wang, 2004                                                    | Wallace, S.C. & Wang, X. 2004. Two new carnivores from an unusual late Tertiary forest biota in eastern North America. Nature 431: 556-559. |            |
| Protomoropus    | Hooker & Dashzeveg, 2004                                                | Hooker, J. & Dashzeveg, D. 2004. The Origin of Chalicotheres (Perissodactyla, Mammalia). Palaeontology 47 (6): 1363-1387. |            |
| Schizogliravus  | Freudenthal, 2004                                                       | Freudenthal, M. 2004. Gliridae (Rodentia, Mammalia) from the Eocene and Oligocene of the Sierra Palomera (Teruel, Spain). Treballs del Museu de Geologia de Barcelona 12:97-173. |            |
| Sinbadelphys    | Cifelli, 2004                                                           | Cifelli, R.L. 2004. Chapter 5. Marsupial mammals from the Albian-Cenomanian (Early-Late Cretaceous) boundary, Utah. Pp. 62-79 in Gould, G.C. & Bell, S.K. (eds.). 2004. Tributes to Malcolm C. McKenna: his students, his legacy. Bulletin of the American Museum of Natural History 285:1-245, 30 June 2004. |            |
| Subengius       | Smith, van Itterbeeck & Missiaen, 2004                                  | TSmith, T., Van Itterbeeck, J. & Missiaen, P. 2004. Oldest plesiadapiform (Mammalia, Proprimates) from Asia and its palaeobiogeographical implications for faunal interchange with North America. Comptes Rendus Palevol 3: 43-52.                                                                            |            |
| Symmetrolestes  | Tsubamoto, Rougier, Isaji, Manabe & Forasiepi, 2004                     | Tsubamoto, T., Rougier, G.W., Isaji, S., Manabe, M. & Forasiepi, A.M. 2004. New Early Cretaceous spalacotheriid "symmetrodont" mammal from Japan. Acta Palaeontologica Polonica 49(3):329-346. |            |
| Tashkumyrodon   | Martin & Averianov, 2004                                                | Martin, T. & Averianov, A. 2004. A new docodont (Mammalia) from the Middle Jurassic of Krygyzstan, Central Asia. Journal of Vertebrate Paleontology 24 (1): 195-201. |            |
| Valentinella    | Tabuce, Vianey-Liaud & Garcia, 2004                                     | Tabuce, R., Vianey-Liaud, M. & Garcia, G. 2004. A eutherian mammal in the latest Cretaceous of Vitrolles, southern France. Acta Palaeontologica Polonica 49(3):347-356. |            |
| Yarshea         | Egi, Holroyd, Tsubamoto, Shigehara, Takai, Aung, Soe & Tun, 2004        | Egi, N., Holroyd, P.A., Tsubamoto, T., Shigehara, N., Takai, M., Aung, A.K., Soe, A.N. & Tun, S.T. 2004. A new genus and species of hyaenodontid creodont from the Pondaung Formation (Eocene, Myanmar). Journal of Vertebrate Paleontology 24 (2): 502-506.                                                  |            |

## Fossiele soorten
| Naam                             | Auteur                                                                  | Referentie | Commentaar                         |
| -------------------------------- | ----------------------------------------------------------------------- | --- | ---------------------------------- |
| Achaenodon fremdi                | Lucas, Foss & Mihlbacher, 2004                                          | Lucas, S.G., Foss, S.E. & Mihlbacher, M.C. 2004. Achaenodon (Mammalia, Artiodactyla) from the Eocene Clarno Formation, Oregon, and the Age of the Hancock Quarry Local Fauna. in Paleogene Mammals, S. G. Lucas, K. E. Zeigler, and P.E. Kondrashov (eds.), New Mexico Museum of Natural History and Science Bulletin (26) 89-95. |                                    |
| Adelodelphys muizoni             | Cifelli, 2004                                                           | Cifelli, R.L. 2004. Chapter 5. Marsupial mammals from the Albian-Cenomanian (Early-Late Cretaceous) boundary, Utah. Pp. 62-79 in Gould, G.C. & Bell, S.K. (eds.). 2004. Tributes to Malcolm C. McKenna: his students, his legacy. Bulletin of the American Museum of Natural History 285:1-245, 30 June 2004.                     |                                    |
| Aelurodon montanensis            | Wang, Wideman, Nichols & Hanneman, 2004                                 | Wang, X., Wideman, B.C., Nichols, R. & Hanneman, D.L. 2004. A new species of Aelurodon (Carnivora, Canidae) from the Barstovian of Montana. Journal of Vertebrate Paleontology 24 (2): 445-452. |                                    |
| Amphechinus ellicottae           | Martin & Lim, 2004                                                      | Martin, L.D. & Lim, J.-D. 2004. New insectivores from the Early Miocene of Nebraska, USA and the Hemingfordian faunal exchange. Mammalian Biology (Zeitschrift für Säugetierkunde) 69(3):202-209. |                                    |
| Anchitheriomys nanus             | Korth, 2004                                                             | Korth, W.W. 2004. Beavers (Rodentia, Castoridae) from the Runningwater Formation (Early Miocene, Early Hemingfordian) of western Nebraska. Annals of Carnegie Museum 73(2):61-71. |                                    |
| Ansomys hepburnensis             | Hopkins, 2004                                                           | Hopkins, S.S.B. 2004. Phylogeny and biogeography of the genus Ansomys Qiu, 1987 (Mammalia: Rodentia: Aplodontidae) and description of a new species from the Barstovian (Mid-Miocene) of Montana. Journal of Palaeontology 78 (4): 731-740.                                                                                       |                                    |
| Arctomeles dimolodontus          | Wallace & Wang, 2004                                                    | Wallace, S.C. & Wang, X. 2004. Two new carnivores from an unusual late Tertiary forest biota in eastern North America. Nature 431: 556-559. |                                    |
| Ardynia altidentata              | Qiu, Wang & Deng, 2004                                                  | Qiu, Z.-X., Wang, B.-Y. & Deng, T. 2004. Mammal fossils from Yagou, Linxia Basin, Gansu, and related stratigraphic problems. Vertebrata PalAsiatica 42 (4): 276-296. |                                    |
| Arcticanodon dawsonae            | Rose, Eberle & McKenna, 2004                                            | Rose, K.D., Eberle, J.J. & McKenna, M.C. 2004. Arcticanodon dawsonae, a primitive new palaeanodont from the lower Eocene of Ellesmere Island, Canadian High Arctic. Canadian Journal of Earth Sciences 41: 757-763. |                                    |
| Arsinoitherium giganteum         | Sanders, Kappelman & Rasmussen, 2004                                    | Sanders, W.J., Kappelman, J. & Rasmussen, D.T. 2004. New large-bodied mammals from the Late Oligocene of Chilga, Ethiopia. Acta Palaeontologica Polonica 49(3):365-392. |                                    |
| Auraria urbana                   | Middleton & Dewar, 2004                                                 | Middleton, M.D. & Dewar, E.W. 2004. New mammals from the early Paleocene Littleton fauna (Denver Formation, Colorado). in Paleogene Mammals, S. G. Lucas, K. E. Zeigler, and P.E. Kondrashov (eds.), New Mexico Museum of Natural History and Science Bulletin (26) 59-80.                                                        |                                    |
| Baioconodon cannoni              | Middleton & Dewar, 2004                                                 | Middleton, M.D. & Dewar, E.W. 2004. New mammals from the early Paleocene Littleton fauna (Denver Formation, Colorado). in Paleogene Mammals, S. G. Lucas, K. E. Zeigler, and P.E. Kondrashov (eds.), New Mexico Museum of Natural History and Science Bulletin (26) 59-80.                                                        |                                    |
| Brachyerix richi                 | Martin & Lim, 2004                                                      | Martin, L.D. & Lim, J.-D. 2004. New insectivores from the Early Miocene of Nebraska, USA and the Hemingfordian faunal exchange. Mammalian Biology (Zeitschrift für Säugetierkunde) 69(3):202-209. |                                    |
| Branisamyopsis praesigmoides     | Kramarz, 2004                                                           | Kramarz, A.G. 2004. Octodontoids and erethizontoids (Rodentia, Hystricognathi) from the Pinturas Formation, Early-Middle Miocene of Patagonia, Argentina. Ameghiniana 41 (2): 199-216. |                                    |
| Chilgatherium harrisoni          | Sanders, Kappelman & Rasmussen, 2004                                    | Sanders, W.J., Kappelman, J. & Rasmussen, D.T. 2004. New large-bodied mammals from the Late Oligocene of Chilga, Ethiopia. Acta Palaeontologica Polonica 49(3):365-392. |                                    |
| Cimexomys arapahoensis           | Middleton & Dewar, 2004                                                 | Middleton, M.D. & Dewar, E.W. 2004. New mammals from the early Paleocene Littleton fauna (Denver Formation, Colorado). in Paleogene Mammals, S. G. Lucas, K. E. Zeigler, and P.E. Kondrashov (eds.), New Mexico Museum of Natural History and Science Bulletin (26) 59-80.                                                        |                                    |
| Conacodon matthewi               | Middleton & Dewar, 2004                                                 | Middleton, M.D. & Dewar, E.W. 2004. New mammals from the early Paleocene Littleton fauna (Denver Formation, Colorado). in Paleogene Mammals, S. G. Lucas, K. E. Zeigler, and P.E. Kondrashov (eds.), New Mexico Museum of Natural History and Science Bulletin (26) 59-80.                                                        |                                    |
| Conohyus olujici                 | Bernor & Radovcic, 2004                                                 | Bernor, R.L. & Radovcic, J. 2004. A contribution to the evolutionary biology of Conohyus olujici n.sp. (Mammalia, Suidae, Tetraconodontinae) from the early Miocene of Lucane, Croatia. Geodiveristas 26 (3): 509-534. |                                    |
| Crusafontina fastigata           | Van Dam, 2004                                                           | Dam, J.A. van. 2004. Anourosoricini (Mammalia: Soricidae) from the Mediterranean region: a Pre-Quaternary example of recurrent climate-controlled north-south range shifting. Journal of Paleontology 78(4):741-764. |                                    |
| Crusafontina vandeweerdi         | Van Dam, 2004                                                           | Dam, J.A. van. 2004. Anourosoricini (Mammalia: Soricidae) from the Mediterranean region: a Pre-Quaternary example of recurrent climate-controlled north-south range shifting. Journal of Paleontology 78(4):741-764. |                                    |
| Dralestes hammadaensis           | Tabuce, Mahboudi, Tafforeau & Sudre, 2004                               | Tabuce, R., Mahboubi, M., Tafforeau, P. & Sudre, J. 2004. Discovery of a highly-specialized plesiadapiform primate in the early-middle Eocene of northwestern Africa. Journal of Human Evolution 47 (5): 305-321. |                                    |
| Dendromus denysae                | Mein et al., 2004                                                       | |                                    |
| Eobalaenoptera harrisoni         | Dooley, Fraser & Luo, 2004                                              | Dooley, A.C, Fraser, N.C. & Luo, Z. 2004. The earliest known member of the rorqual-gray whale clade (Mammalia, Cetacea). Journal of Vertebrate Paleontology 24 (2): 453-463. |                                    |
| Eosimias dawsonae                | Beard & Wang, 2004                                                      | Beard, K.C. & Wang, J. 2004. The eosimiid primates (Anthropoidea) of the Heti Formation, Yuanqu Basin, Shanxi and Henan Provinces, People's Republic of China. Journal of Human Evolution 46 (4): 401-432. |                                    |
| Galileomys eurygnathus           | Kramarz, 2004                                                           | Kramarz, A.G. 2004. Octodontoids and erethizontoids (Rodentia, Hystricognathi) from the Pinturas Formation, Early-Middle Miocene of Patagonia, Argentina. Ameghiniana 41 (2): 199-216. |                                    |
| Glamys umbriae                   | Freudenthal, 2004                                                       | Freudenthal, M. 2004. Gliridae (Rodentia, Mammalia) from the Eocene and Oligocene of the Sierra Palomera (Teruel, Spain). Treballs del Museu de Geologia de Barcelona 12:97-173. |                                    |
| Golunda dulamensis               | Kotlia & Sanwal, 2004                                                   | Kotlia, B.S. & Sanwal, J. 2004. Fauna and palaeoenvironment of a Late Quaternary fluvio-lacustrine basin in Central Kumaun Himalaya. Current Science 87(9):1295-1299. | Nomen nudum.                       |
| Graamocetus longicollis          | Hoch, 2004                                                              | Hoch, E. 2004. Cuvierian analysis, and determination of a delphinoid cetacean from the Late Miocene North Sea. Revue de Paleobiology 9 (special): 1-15. |                                    |
| Guildayomys matthewsi            | Storer, 2004                                                            | Storer, J.E. 2004. A Middle Pleistocene (late Irvingtonian) mammalian fauna from Thistle Creek, Klondike Goldfields region of Yukon Territory, Canada. Paludicola 4 (4): 137-150. |                                    |
| Homo floresiensis                | Brown, Sutikna, Morwood, Soejeno, Jatmiko, Saptomo & Due, 2004          | Brown, P., Sutikna, T., Morwood, M.J., Soejono, R.P., Jatmiko, Saptomo, E.W. & Due, R.A. 2004. A new small-bodied hominin from the Late Pleistocene of Flores, Indonesia. Nature 431:1055-1061, 28 October 2004. |                                    |
| Hypsimylus yihesubuensis         | Meng & Hu, 2004                                                         | Meng, J. & Hu, Y.-M. 2004. Lagomorphs from the Yihesubu late Eocene of Nei Mongol (Inner Mongolia). Vertebrata PalAsiatica 42 (4): 261-275. |                                    |
| Hypisodus retallacki             | Meehan & Martin, 2004                                                   | Meehan, T.J. & Martin, L.D. 2004. Emended genus description and a new species of Hypisodus (Artiodactyla: Ruminantia: Hypertragulidae). in Paleogene Mammals, S. G. Lucas, K. E. Zeigler, and P.E. Kondrashov (eds.), New Mexico Museum of Natural History and Science Bulletin (26) 137-143.                                     |                                    |
| Karydomys wigharti               | Mörs & Kalthoff, 2004                                                   | Mörs, T. & Kalthoff, D.C. 2004. A new species of Karydomys (Rodentia, Mammalia) and a systematic re-evaluation of this rare Eurasian Miocene hamster. Paleontology 47(6):1387-1405. |                                    |
| Khoratpithecus piriyai           | Chaimanee, Jaeger, Jintasakul, Marandat, Suteethorn & Vidthayanon, 2004 | Chaimanee, Y., Suteethorn, V., Jintasakul, P., Vidthayanon, C., Marandat, B. & Jaeger, J.-J. 2004. A new orang-utan relative from the Late Miocene of Thailand. Nature 427: 439-441. |                                    |
| Kimbetohia mziae                 | Middleton & Dewar, 2004                                                 | Middleton, M.D. & Dewar, E.W. 2004. New mammals from the early Paleocene Littleton fauna (Denver Formation, Colorado). in Paleogene Mammals, S. G. Lucas, K. E. Zeigler, and P.E. Kondrashov (eds.), New Mexico Museum of Natural History and Science Bulletin (26) 59-80.                                                        |                                    |
| Lainoryctes youzwyshyni          | Fox, 2004                                                               | Fox, R.C. 2004. A new palaeoryctid (Insectivora: Mammalia) from the Late Paleocene of Alberta, Canada. Journal of Paleontology 78(3):612-616. |                                    |
| Lantiantragus longirostralis     | Chen & Zhang, 2004                                                      | Chen,G.-F. & Zhang,Z.-Q. 2004. Lantiantragus gen. nov. (Urmiatheriinae, Bovidae, Artiodactyla) from the Bahe Formation, Lantian, China. Vertebrata PalAsiatica 42 (3): 205-215. |                                    |
| Lusorex taishanensis             | Storch & Qiu, 2004                                                      | Storch, G. & Qiu, Z. 2004. First complete heterosoricine shrew: a new genus and species from the Miocene of China. Acta Palaeontologica Polonica 49(3):357-363. |                                    |
| Megatherium urbinai              | Pujos & Salas, 2004                                                     | Pujos, F. & Salas, R. 2004. A new species of Megatherium (Mammalia: Xenarthra:Megatheriidae) from the Pleistocene of Sacaco and Tres Ventanas, Peru. Palaeontology 47 (3): 579-604. |                                    |
| Metasarcodon reshetovi           | Lopatin & Kondrashov, 2004                                              | Lopatin, A.V. & Kondrashov, P.E. 2004. Sarcodontinae, a new subfamily of micropternodontid insectivores from the early Paleocene-middle Eocene of Asia. in Paleogene Mammals, S. G. Lucas, K. E. Zeigler, and P.E. Kondrashov (eds.), New Mexico Museum of Natural History and Science Bulletin (26)177-184.                      |                                    |
| Microtus morlani                 | Storer, 2004                                                            | Storer, J.E. 2004. A Middle Pleistocene (late Irvingtonian) mammalian fauna from Thistle Creek, Klondike Goldfields region of Yukon Territory, Canada. Paludicola 4 (4): 137-150. |                                    |
| Midiagnus gracilis               | Kondrashov, 2004                                                        | Kondrashov, P.E. 2004. A new hyopsodontid (Mammalia, Condylarthra) from the early Eocene of Mongolia. in Paleogene Mammals, S. G. Lucas, K. E. Zeigler, and P.E. Kondrashov (eds.), New Mexico Museum of Natural History and Science Bulletin 26: 165-167.                                                                        |                                    |
| Miotheriomys stenodon            | Korth, 2004                                                             | Korth, W.W. 2004. Beavers (Rodentia, Castoridae) from the Runningwater Formation (Early Miocene, Early Hemingfordian) of western Nebraska. Annals of Carnegie Museum 73(2):61-71. |                                    |
| Monosaulax baileyi               | Korth, 2004                                                             | Korth, W.W. 2004. Beavers (Rodentia, Castoridae) from the Runningwater Formation (Early Miocene, Early Hemingfordian) of western Nebraska. Annals of Carnegie Museum 73(2):61-71. |                                    |
| Mus indicus                      | Kotlia & Sanwal, 2004                                                   | Kotlia, B.S. & Sanwal, J. 2004. Fauna and palaeoenvironment of a Late Quaternary fluvio-lacustrine basin in Central Kumaun Himalaya. Current Science 87(9):1295-1299. | Nomen nudum; niet Bechstein, 1800. |
| Mustela jacksoni                 | Storer, 2004                                                            | Storer, J.E. 2004. A new species of Mustela (Mammalia; Carnivora; Mustelidae) from the Fort Selkirk fauna (Early Pleistocene) of Yukon Territory, Canada. Paludicola 4 (4): 151-155. |                                    |
| Neosteiromys pattoni             | Candela, 2004                                                           | Candela, A.M. 2004. A new giant porcupine (Rodentia, Erethizontidae) from the Late Miocene of Argentina. Journal of Vertebrate Paleontology 24(3):732-741. |                                    |
| Ochotona dehmi                   | Erbajeva, 2004                                                          | Erbajeva, M.A. 2004. A New Species of Late Pliocene Pika (Lagomorpha, Mammalia) from Germany. Paleontological Journal 39(3):318-320. |                                    |
| Olbitherium millenariusum        | Tong, Wang & Meng, 2004                                                 | Tong, Y.-S., Wang, J.-W. & Meng, J. 2004. Olbitherium millenariusum, a new perissodactyl-like archaic ungulate (Mammalia) from the Early Eocene Wutu Formation, Shandong. Vertebrata PalAsiatica 42 (1): 27-38. |                                    |
| Oligosciurus dangheensis         | Wang & Qiu, 2004                                                        | Wang, B.-Y. & Qiu, Z.-X. 2004. Discovery of early Oligocene mammalian fossils from Danghe area, Gansu, China. Vertebrata PalAsiatica 42 (2): 130-143. |                                    |
| Oxyacodon archibaldi             | Middleton & Dewar, 2004                                                 | Middleton, M.D. & Dewar, E.W. 2004. New mammals from the early Paleocene Littleton fauna (Denver Formation, Colorado). in Paleogene Mammals, S. G. Lucas, K. E. Zeigler, and P.E. Kondrashov (eds.), New Mexico Museum of Natural History and Science Bulletin (26) 59-80.                                                        |                                    |
| Oxyclaenus subbituminus          | Middleton & Dewar, 2004                                                 | Middleton, M.D. & Dewar, E.W. 2004. New mammals from the early Paleocene Littleton fauna (Denver Formation, Colorado). in Paleogene Mammals, S. G. Lucas, K. E. Zeigler, and P.E. Kondrashov (eds.), New Mexico Museum of Natural History and Science Bulletin (26) 59-80.                                                        |                                    |
| Paraceratherium yagouense        | Qiu, Wang & Deng, 2004                                                  | Qiu, Z.-X., Wang, B.-Y. & Deng, T. 2004. Indricotheres (Perissodactyla, Mammalia) from Oligocene in Linxia Basin, Gansu, China. Vertebrata PalAsiatica 42 (3): 177-192. |                                    |
| Pariadens mckennai               | Cifelli, 2004                                                           | Cifelli, R.L. 2004. Chapter 5. Marsupial mammals from the Albian-Cenomanian (Early-Late Cretaceous) boundary, Utah. Pp. 62-79 in Gould, G.C. & Bell, S.K. (eds.). 2004. Tributes to Malcolm C. McKenna: his students, his legacy. Bulletin of the American Museum of Natural History 285:1-245, 30 June 2004.                     |                                    |
| Petromus antiquus                | Sénégas, 2004                                                           | Sénégas, F. 2004. A new species of Petromus (Rodentia, Hystricognatha, Petromuridae) from the Early Pliocene of South Africa and its paleoenvironmental implications. Journal of Vertebrate Paleontology 24(3):757-763. |                                    |
| Phenacopithecus krishtalkai      | Beard & Wang, 2004                                                      | Beard, K.C. & Wang, J. 2004. The eosimiid primates (Anthropoidea) of the Heti Formation, Yuanqu Basin, Shanxi and Henan Provinces, People's Republic of China. Journal of Human Evolution 46 (4): 401-432. |                                    |
| Phenacopithecus xueshii          | Beard & Wang, 2004                                                      | Beard, K.C. & Wang, J. 2004. The eosimiid primates (Anthropoidea) of the Heti Formation, Yuanqu Basin, Shanxi and Henan Provinces, People's Republic of China. Journal of Human Evolution 46 (4): 401-432. |                                    |
| Phiomia major                    | Sanders, Kappelman & Rasmussen, 2004                                    | Sanders, W.J., Kappelman, J. & Rasmussen, D.T. 2004. New large-bodied mammals from the Late Oligocene of Chilga, Ethiopia. Acta Palaeontologica Polonica 49 (3): 365-392. |                                    |
| Pierolapithecus catalaunicus     | Moyà-Solà, Köhler, Alba, Casanovas-Vilar & Galindo, 2004                | Moyà-Solà, S., Köhler, M., Alba, D.M., Casanovas-Vilar, I. & Galindo, J. 2004. Pierolapithecus catalaunicus, a New Middle Miocene Great Ape from Spain. Science 306 (5700): 1339-1344. |                                    |
| Polydolops mckennai              | Flynn & Wiss, 2004                                                      | Flynn, J.J. & Wyss, A.R. 2004. Chapter 6. A polydolopine marsupial skull from the Cachapoal Valley, Andean Main Range, Chile. Pp. 80-92 in Gould, G.C. & Bell, S.K. (eds.). 2004. Tributes to Malcolm C. McKenna: his students, his legacy. Bulletin of the American Museum of Natural History 285:1-245, 30 June 2004.           |                                    |
| Pristinailurus bristoli          | Wallace & Wang, 2004                                                    | Wallace, S.C. & Wang, X. 2004. Two new carnivores from an unusual late Tertiary forest biota in eastern North America. Nature 431: 556-559. |                                    |
| Procerberus andesiticus          | Middleton & Dewar, 2004                                                 | Middleton, M.D. & Dewar, E.W. 2004. New mammals from the early Paleocene Littleton fauna (Denver Formation, Colorado). in Paleogene Mammals, S. G. Lucas, K. E. Zeigler, and P.E. Kondrashov (eds.), New Mexico Museum of Natural History and Science Bulletin (26) 59-80.                                                        |                                    |
| Procerberus grandis              | Middleton & Dewar, 2004                                                 | Middleton, M.D. & Dewar, E.W. 2004. New mammals from the early Paleocene Littleton fauna (Denver Formation, Colorado). in Paleogene Mammals, S. G. Lucas, K. E. Zeigler, and P.E. Kondrashov (eds.), New Mexico Museum of Natural History and Science Bulletin (26) 59-80.                                                        |                                    |
| Progonomys sinensis              | Qiu, Zheng & Zhang, 2004                                                | Qiu Z-D., Zheng S-H. & Zhang Z.-Q. 2004. Murids from the Late Miocene Bahe Formation, Lantian, Shaanxi. Vertebrata PalAsiatica 42(1):67-76. |                                    |
| Propalaeocastor irtyshensis      | Wu, Meng, Ye & Ni, 2004                                                 | Wu, W., Meng, J., Ye, J. & Ni, X. 2004. Propalaeocastor (Rodentia, Mammalia) from the Early Oligocene of Burqin Basin, Xinjiang. American Museum Novitates 3461:1-16. |                                    |
| Prosansanosmilus eggeri          | Morlo, Peigné & Nagel, 2004                                             | Morlo, M., Peigné, S. & Nagel, D. 2004. A new species of Prosansanosmilus: implications for the systematic relationships of the family Barbourofelidae new rank (Carnivora, Mammalia). Zoological Journal of the Linnean Society 140: 43-61.                                                                                      |                                    |
| Prosarcodon minutus              | Lopatin & Kondrashov, 2004                                              | Lopatin, A.V. & Kondrashov, P.E. 2004. Sarcodontinae, a new subfamily of micropternodontid insectivores from the early Paleocene-middle Eocene of Asia. in Paleogene Mammals, S. G. Lucas, K. E. Zeigler, and P.E. Kondrashov (eds.), New Mexico Museum of Natural History and Science Bulletin (26)177-184.                      |                                    |
| Protomoropus gabuniai            | Hooker & Dashzeveg, 2004                                                | Hooker, J. & Dashzeveg, D. 2004. The Origin of Chalicotheres (Perissodactyla, Mammalia). Palaeontology 47 (6): 1363-1387. |                                    |
| Pseudotrimylus blacki            | Martin & Lim, 2004                                                      | Martin, L.D. & Lim, J.-D. 2004. New insectivores from the Early Miocene of Nebraska, USA and the Hemingfordian faunal exchange. Mammalian Biology (Zeitschrift für Säugetierkunde) 69(3):202-209. |                                    |
| Pyramiodontherium scillatoyannei | De Iuliis & Ré & Vizcaíno, 2004                                         | De Iuliis, G., Ré, G.H. & Vizcaíno, S.F. 2004. The Toro Negro Megatheriine (Mammalia, Xenarthra): A New Species of Pyramiodontherium and a review of Plesiomegatherium. Journal of Vertebrate Paleontology 24(1):214-227. |                                    |
| Sayimys assarrarensis            | López Antoñanzas & Sen, 2004                                            | López Antoñanza, R. & Sen, S. 2004. Ctenodactylids from the Lower and Middle Miocene of Saudi Arabia. Palaeontology 47(6):1477-1494. |                                    |
| Sayimys giganteus                | López-Antoñanzas, Sen & Saraç, 2004                                     | López-Antoñanzas, R., Sen, S. & Gerçek, S. 2004. A new large ctenodactylid species from the Lower Miocene of Turkey. Journal of Vertebrate Paleontology 24(3):676-688. |                                    |
| Schizogliravus montisalbani      | Freudenthal, 2004                                                       | Freudenthal, M. 2004. Gliridae (Rodentia, Mammalia) from the Eocene and Oligocene of the Sierra Palomera (Teruel, Spain). Treballs del Museu de Geologia de Barcelona 12:97-173. |                                    |
| Sinbadelphys schmidti            | Cifelli, 2004                                                           | Cifelli, R.L. 2004. Chapter 5. Marsupial mammals from the Albian-Cenomanian (Early-Late Cretaceous) boundary, Utah. Pp. 62-79 in Gould, G.C. & Bell, S.K. (eds.). 2004. Tributes to Malcolm C. McKenna: his students, his legacy. Bulletin of the American Museum of Natural History 285:1-245, 30 June 2004.                     |                                    |
| Subengius mengi                  | Smith, van Itterbeeck & Missiaen, 2004                                  | TSmith, T., Van Itterbeeck, J. & Missiaen, P. 2004. Oldest plesiadapiform (Mammalia, Proprimates) from Asia and its palaeobiogeographical implications for faunal interchange with North America. Comptes Rendus Palevol 3: 43-52.                                                                                                |                                    |
| Symmetrolestes parvus            | Tsubamoto, Rougier, Isaji, Manabe & Forasiepi, 2004                     | Tsubamoto, T., Rougier, G.W., Isaji, S., Manabe, M. & Forasiepi, A.M. 2004. New Early Cretaceous spalacotheriid "symmetrodont" mammal from Japan. Acta Palaeontologica Polonica 49(3):329-346. |                                    |
| Tashkumyrodon desideratus        | Martin & Averianov, 2004                                                | Martin, T. & Averianov, A.O. 2004. A new docodont (Mammalia) from the Middle Jurassic of Kyrgyzstan, central Asia. Journal of Vertebrate Paleontology 24(1):195-201. |                                    |
| Teilhardina asiatica             | Ni, Wang, Hu & Li, 2004                                                 | Ni, X.-J., Wang, Y.-Q., Hu, Y.-M. & Li, C.-K. 2004. A euprimate skull from the early Eocene of China. Nature 427: 65-68. |                                    |
| Thalassocnus yaucensis           | Muizon, McDonald, Salas & Urbina, 2004                                  | Muizon, C. de, McDonald, H.G., Salas, R. & Urbina, M. 2004. The youngest species of the aquatic sloth Thalassocnus and a reassessment of the relationships of the nothrothere sloths (Mammalia: Xenarthra). Journal of Vertebrate Paleontology 24:387-397.                                                                        |                                    |
| Tribosphenomys secundus          | Lopatin & Averianov, 2004                                               | Lopatin, A.V. & Averianov, A.O. 2004. A new species of Tribosphenomys (Mammalia: Rodentiformes) from the Paleocene of Mongolia. in Paleogene Mammals, S. G. Lucas, K. E. Zeigler, and P.E. Kondrashov (eds.), New Mexico Museum of Natural History and Science Bulletin (26) 169-175.                                             |                                    |
| Valentinella vitrollense         | Tabuce, Vianey-Liaud & Garcia, 2004                                     | Tabuce, R., Vianey-Liaud, M. & Garcia, G. 2004. A eutherian mammal in the latest Cretaceous of Vitrolles, southern France. Acta Palaeontologica Polonica 49(3):347-356. |                                    |
| Yarshea cruenta                  | Egi, Holroyd, Tsubamoto, Shigehara, Takai, Aung, Soe & Tun, 2004        | Egi, N., Holroyd, P.A., Tsubamoto, T., Shigehara, N., Takai, M., Aung, A.K., Soe, A.N. & Tun, S.T. 2004. A new genus and species of hyaenodontid creodont from the Pondaung Formation (Eocene, Myanmar). Journal of Vertebrate Paleontology 24 (2): 502-506.                                                                      |                                    |
| Xyronomys robinsoni              | Middleton & Dewar, 2004                                                 | Middleton, M.D. & Dewar, E.W. 2004. New mammals from the early Paleocene Littleton fauna (Denver Formation, Colorado). in Paleogene Mammals, S. G. Lucas, K. E. Zeigler, and P.E. Kondrashov (eds.), New Mexico Museum of Natural History and Science Bulletin (26) 59-80.                                                        |                                    |

## Levende geslachten
| Naam         | Auteur                       | Referentie | Commentaar |
| ------------ | ---------------------------- | --- | ---------- |
| Chacodelphys | Voss & Gardner & Jansa, 2004 | Voss, R.S., Gardner, A.L. & Jansa, S.A. 2004. On the relationships of "Marmosa" formosa Shamel 1930 (Marsupialia, Didelphidae), a phylogenetic puzzle from the chaco of northern Argentina. American Museum Novitates 3442:1-18, 2 June 2004. |            |

## Levende soorten
| Naam                    | Auteur                                                                    | Referentie | Commentaar                                                                    |
| ----------------------- | ------------------------------------------------------------------------- | --- | ----------------------------------------------------------------------------- |
| Carollia manu           | Pacheco & Solari & Velazco, 2004                                          | Pacheco, V., Solari, S. & Velazco, P.M. 2004. A New Species of Carollia (Chiroptera: Phyllostomidae) from the Andes of Peru and Bolivia. Occasional Papers, Museum of Texas Tech University 236:1-16, 8 June 2004.                                                                                     |                                                                               |
| Carollia monohernandezi | Muñoz, Cuartas-Calle & González, 2004                                     | Muñoz, J., Cuartas-Calle, C. & González, M. 2004. Se describe una nueva especie de murciélago del genero Carollia Gray, 1838 (Chiroptera: Phyllostomidae) de Colombia. Actualidades Biológicas 26(80):80-90.                                                                                           |                                                                               |
| Chaerephon jobimena     | Goodman & Cardiff, 2004                                                   | Goodman, S.M. & Cardiff, S.G. 2004. A new species of Chaerephon (Molossidae) from Madagascar with notes on other members of the family. Acta Chiropterologica 6(2):227-248. |                                                                               |
| Crocidura kegoensis     | Lunde, Musser & Ziegler, 2004                                             | Lunde, D.P., Musser, G.G. & Ziegler, T. 2004. Description of a new species of Crocidura (Soricomorpha: Soricidae, Crocidurinae) from Ke Go Nature Reserve, Vietnam. Mammal Study 29:27-36. |                                                                               |
| Dasymys robertsi        | Mullin, Taylor & Pillay, 2004                                             | Mullin, S.K., Taylor, P.J. & Pillay, N. 2004 Skull size and shape of Dasymys (Rodentia, Muridae) from sub-Saharan Africa. Mammalia 68(2-3):185-220. |                                                                               |
| Dasymys shortridgei     | Mullin, Taylor & Pillay, 2004                                             | Mullin, S.K., Taylor, P.J. & Pillay, N. 2004 Skull size and shape of Dasymys (Rodentia, Muridae) from sub-Saharan Africa. Mammalia 68(2-3):185-220. | Zeer waarschijnlijk dezelfde soort als Dasymys cabrali Verheyen et al., 2003. |
| Epomophorus anselli     | Bergmans & Van Strien, 2004                                               | Bergmans, W. & Strien, N.J. van. 2004. Systematic notes on a collection of bats from Malawi. I. Megachiroptera: Epomophorinae and Rousettinae (Mammalia, Chiroptera). Acta Chiropterologica 6(2):249-268, September 2004.                                                                              |                                                                               |
| Galea monasteriensis    | Solmsdorff & Kock & Hohoff & Sachser, 2004                                | Solmsdorff, K., Kock, D., Hohoff, C., & Sachser, N. 2004. Comments on the genus Galea Meyen 1833 with description of Galea monasteriensis n. sp. from Boilivia (Mammalia, Rodentia, Caviidae). Senckenbergiana Biologica 84(1-2):137-156, 22 December 2004.                                            |                                                                               |
| Kerivoula kachinensis   | Bates, Struebig, Rossiter, Kingston, Sai Sein Lin Oo & Khin Mya Mya, 2004 | Bates, P.J.J., Struebig, M.J., Rossiter, S.J., Kingston, T., Sai Sein Lin Oo & Khin Mya Mya. A new species of Kerivoula (Chiroptera: Vespertilionidae) from Myanmar (Burma). Acta Chiropterologica 6(2):219-226, September 2004.                                                                       |                                                                               |
| Lonchophylla chocoana   | Dávalos, 2004                                                             | Dávalos, L.M. 2004. A new Chocoan species of Lonchophylla (Chiroptera: Phyllostomidae). American Museum Novitates 3426:1-14, 27 February 2004. |                                                                               |
| Lophostoma aequatoriale | Baker & Fonseca & Parish & Phillips & Hoffmann, 2004                      | Baker, R.J., Fonseca, R.M., Parish, D.A., Phillips, C.J., Hoffmann, F.G. 2004. New Bat of the Genus Lophostoma (Phyllostomidae: Phyllostominae) from Northwestern Ecuador. Occasional Papers, Museum of Texas Tech University 232:i+1-16. 1 April 2004.                                                |                                                                               |
| Lophostoma yasuni       | Fonseca & Pinto, 2004                                                     | Fonseca, R.M. & Pinto, C.M. 2004. A New Lophostoma (Chiroptera: Phyllostomidae: Phyllostominae) from the Amazonia of Ecuador. Occasional Papers, Museum of Texas Tech University 242:1-12, 15 December 2004.                                                                                           |                                                                               |
| Marmosops creightoni    | Voss & Tarkfa & Yensen, 2004                                              | Voss, R.S., Tarifa, T. & Yensen, E. 2004. An Introduction to Marmosops (Marsupialia: Didelphidae), with the description of a New Species from Bolivia and Notes on the Taxonomy and Distribution of Other Bolivian Forms. American Museum Novitates 3466:1-40, 30 December 2004.                       |                                                                               |
| Microgale jenkinsae     | Goodman & Soarimalala, 2004                                               | Goodman, S.M. & Saorimalala, V. 2004. A new species of Microgale (Lipotyphla: Tenrecidae: Oryzorictinae) from the Forêt des Mikea of southwestern Madagascar. Proceedings of the Biological Society of Washington 117(3):251-265.                                                                      |                                                                               |
| Microperoryctes aplini  | Helgen & Flannery, 2004                                                   | Helgen, K.M. & Flannery, T.F. 2004. A new species of bandicoot, Microperoryctes aplini, from western New Guinea. Journal of Zoology 264:117-124, 2004. |                                                                               |
| Monodelphis reigi       | Lew & Pérez-Hernández, 2004                                               | Lew, D. & Pérez-Hernández, R. 2004. Una nueva especie del género Monodelphis (Didelphimorphia: Didelphidae) de la sierra de Lema, Venezuela. Memoria de la Fundación La Salle de Ciencias Naturales 159-160:7-25.                                                                                      |                                                                               |
| Monodelphis ronaldi     | Solari, 2004                                                              | Solari, S. 2004. A new species of Monodelphis (Didelphimorphia: Didelphidae) from southeastern Peru. Mammalian Biology (Zeitschrift für Säugetierkunde) 69(3):145-152. |                                                                               |
| Nannospalax munzuri     | Coşkun, 2004                                                              | Coşkun, Y. 2004. A new species of mole rat, Nannospalax munzuri sp. n., and karyotype of Nannospalax tuncelicus (Coskun, 1996) (Rodentia: Spalacidae) in eastern Anatolia. Zoology in the Middle East 33:153-162.                                                                                      |                                                                               |
| Oryzomys andersoni      | Brooks & Baker, 2004                                                      | Brooks, D.M. & Baker, R.J. in Brooks, D.M., Baker, R.J., Vargas M., R.J., Tarifa, T., Aranibar, H. & Rojas, J.M. 2004. A new species of Oryzomys (Rodentia: Muridae) from an isolated pocket of cerrado in eastern Bolivia. Occasional Papers, Museum of Texas Tech University 241:1-11, 29 July 2004. |                                                                               |
| Peromyscus schmidlyi    | Bradley & Carroll & Haynie & Muniz Martinez & Hamilton & Kilpatrick, 2004 | Bradley, R.D., Carroll, D.S., Haynie, M.L., Muñiz Martínez, R., Hamilton, M.J. & Kilpatrick, C.W. 2004. A new species of Peromyscus from western Mexico. Journal of Mammalogy 85(6):1184-1193, 2004.                                                                                                   |                                                                               |
| Pipistrellus hanaki     | Hulva & Benda, 2004                                                       | Hulva, P. & Benda, P. in Benda, P., Hulva, P. & Gaisler, J. 2004. Systematic status of African populations of Pipistrellus pipistrellus complex (Chiroptera: Vespertilionidae), with a description of a new species from Cyrenaica, Libya. Acta Chiropterologica 6(2):193-217, September 2004.         |                                                                               |
| Reithrodontomys bakeri  | Bradley & Mendez-Harclerode & Hamilton & Ceballos, 2004                   | Bradley, R.D., Mendez-Harclerode, F., Hamilton, M.J., & Ceballos, G. 2004. A New Species of Reithrodontomys from Guerrero, Mexico. Occasional Papers, Museum of Texas Tech University 231:i+1-12. |                                                                               |
| Spilocuscus wilsoni     | Helgen & Flannery, 2004                                                   | Helgen, K.M. & Flannery, T.F. 2004. Notes on the phalangerid marsupial genus Spilocuscus, with description of a new species from Papua. Journal of Mammology 85(5):825-833. |                                                                               |

## Levende ondersoorten
| Naam                                 | Auteur                                 | Referentie | Commentaar |
| ------------------------------------ | -------------------------------------- | --- | ---------- |
| Chaetodipus arenarius ramirezpulidoi | Alvarez-Castañeda & Cortés-Calva, 2004 | Alvarez-Castañeda, S.T. & Cortés-Calva, P. 2004. A new subspecies of sand pocket mouse Chaetodipus arenarius (Rodentia: Heteromyidae) from Baja California Sur, Mexico. Pp. 33-40 in Castro Campillo, A. & Ortega, J. (eds.). Homenaje a la Trayectoria Mastozoológica de José Ramirez Pulido. México: UAM-I, 248 pp. |            |
| Plecotus kolombatovici gaisleri      | Benda, Kiefer, Hanak & Veith, 2004     | Benda, P., Kiefer, A., Hanak, V. & Veith, M. 2004. Systematic status of African populations of long-eared bats, Genus Plecotus (Mammalia: Chiroptera). Folia Zoologica 53(Monograph 1):1-47. |            |
| Rhogeessa minutilla cautiva          | Soriano, Naranjo & Fariñas, 2004       | Soriano, P.J., Naranjo, M.E. & Fariñas, M.R. 2004. A new subspecies of the little desert bat (Rhogeessa minutilla) from a Venezuelan semiarid enclave. Mammalian Biology (Zeitschrift für Säugetierkunde) 69(6):439-443, 1 Nov. 2004.                                                                                 |            |
| Sorex caecutiens kunashirensis       | Hutter & Zaitsev, 2004                 | Hutterer, R. & Zaitsev, M.V. 2004. Cases of homonymy in some Palaearctic and Nearctic taxa of the genus Sorex L. (Mammalia: Soricidae). Mammal Study 29:89-91. |            |
| Sorex caecutiens okhotinae           | Hutter & Zaitsev, 2004                 | Hutterer, R. & Zaitsev, M.V. 2004. Cases of homonymy in some Palaearctic and Nearctic taxa of the genus Sorex L. (Mammalia: Soricidae). Mammal Study 29:89-91. |            |
| Sorex gracillimus kurodai            | Hutter & Zaitsev, 2004                 | Hutterer, R. & Zaitsev, M.V. 2004. Cases of homonymy in some Palaearctic and Nearctic taxa of the genus Sorex L. (Mammalia: Soricidae). Mammal Study 29:89-91. |            |